# Granträskån
Granträskån är ett källflöde till Åbyälven i Arvidsjaurs kommun. Granträskån rinner upp i Granträsket, som givit ån dess namn, och mynnar i Auktsjaursjön. Längd inkl källflöden ca 20 km, avrinningsområde ca 80 km².